# Dmitrij Tołstoj
Dmitrij Andriejewicz Tołstoj (ros. Дмитрий Андреевич Толстой; ur. 1 marca?/13 marca 1823 w Moskwie, zm. 25 kwietnia?/7 maja 1889 w Petersburgu) – rosyjski arystokrata (hrabia) i działacz państwowy, polityk, historyk, członek Rady Państwowej, minister w rządach Imperium Rosyjskiego.

## Działalność polityczna
Z przekonania konserwatysta, był jednym z filarów rosyjskich kół zachowawczych od lat sześćdziesiątych do osiemdziesiątych XIX wieku. Występował jako zwolennik rządów silnej ręki, rusyfikacji i unifikacji narodów nierosyjskich wchodzących w skład imperium rosyjskiego. Był przeciwnikiem liberalnych reform (np. sądownictwa czy rolnej), a jednocześnie promotorem tzw. kontrreform, mających na celu utrzymanie zastanego porządku i ochronę interesów kół dworskich.

## Kariera
Ukończył liceum w Carskim Siole w 1843. Następnie podjął pracę naukową, badając rozprzestrzenienie różnych religii na terytorium Rosji. Od 1853 pełnił funkcję dyrektora kancelarii w Ministerstwie Marynarki. W latach 1865–1880 pracował na stanowisku oberprokuratora Synodu, od 1866 był jednocześnie ministrem oświaty. Na tym stanowisku w 1871 przeprowadził reformę szkolnictwa rosyjskiego, kładąc nacisk na nauczanie języków starożytnych (łacina, greka) oraz matematyki kosztem nauk przyrodniczych. Ujawnił się wtedy jako przeciwnik kształcenia kobiet na studiach wyższych i zwolennik podkreślenia podziałów klasowych w szkolnictwie (szkoły przycerkiewne, dające tylko elementarną wiedzę – dla ludu; tzw. szkoły realne, będące przekształconymi gimnazjami realnymi, dające swoim absolwentom prawo wstępu tylko do uczelni politechnicznych – dla dzieci kupców i przemysłowców; gimnazja klasyczne, jedyne dające pełne wykształcenie średnie i uprawniające do studiów uniwersyteckich- dla szlachty; dość wysokie opłaty za nauczanie). Zwiększył wpływ prawosławnej hierarchii kościelnej na szkolnictwo.
Odsunięty od władzy w latach 1880–1882 przez liberałów, powrócił do niej po udanym zamachu narodników na cara Aleksandra II. W latach 1882–1889 Tołstoj był ministrem spraw wewnętrznych i szefem żandarmerii. Od 1882 pełnił również funkcję prezydenta rosyjskiej Akademii Nauk. W realiach Rosji carskiej stał się drugą osobą w państwie po carze. Jako minister spraw wewnętrznych i faktyczny kierownik całej polityki wewnętrznej państwa patronował m.in. zarządzeniom zaostrzającym cenzurę (1882), znoszącym autonomię uniwersytetów (1884), wprowadzeniu instytucji naczelników ziemskich, czyli mianowanych urzędników pochodzenia szlacheckiego, sprawującymi władzę nad samorządową administracją gromad chłopskich (1889).

## Tołstoj a Polacy
Jako minister oświaty Tołstoj postrzegał system oświatowy jako ważny czynnik wewnętrznej stabilizacji państwa. Roztoczył ścisłą kontrolę nad pozaszkolnym życiem młodzieży, zwłaszcza w okręgu warszawskim, kijowskim i wileńskim. Wprowadził tzw. wilcze bilety dla niepokornych uczniów gimnazjów. W 1869 powołał na ziemiach polskich zaboru rosyjskiego Instytut Gospodarstwa Wiejskiego i Leśnictwa w Nowej Aleksandrii (dzisiejsze Puławy) na miejsce polskiego Instytutu Politechnicznego i Rolniczo-Leśnego oraz rosyjski Cesarski Uniwersytet Warszawski w miejsce polskiej Szkoły Głównej. Szkoły wszystkich szczebli na ziemiach polskich zaboru rosyjskiego miały stać się narzędziem rusyfikacji młodzieży polskiej – zarządzono w nich nauczanie wszystkich przedmiotów z wyjątkiem religii wyłącznie w języku rosyjskim. W 1872 zabronił używania języka polskiego na terenie szkoły, nawet w prywatnych rozmowach podczas przerw międzylekcyjnych. Działalność Tołstoja na tym polu była popierana przez wpływową, skrajnie nacjonalistyczną i antypolską gazetę „Moskowskije wiedomosti”, redagowane przez Michaiła Katkowa.

## Prace naukowe
Jego ważniejsze prace naukowe to:
- История финансовых учреждений России со времени основания государства до кончины императрицы Екатерины II (Historia instytucji finansowych Rosji od czasu powstania państwa do śmierci carycy Katarzyny II) – 1848,
- Римский католицизм в России  (Rzymski katolicyzm w Rosji) – 1876,
- Люди екатерининского времени  (Ludzie czasów Katarzyny II) – słownik biograficzny, 1882.